# Ensanche Piantini
El Ensanche Piantini es un sector ubicado en el Distrito Nacional de la República Dominicana. Se encuentra en la parte céntrica de Santo Domingo y forma parte de la circunscripción número 1. Limita al norte con el Ensanche Naco, al sur con el sector Paraíso, al este con el sector Evaristo Morales y al oeste con el Ensanche Quisqueya.
El sector está dentro de la zona conocida como el Polígono Central, una de las áreas urbanas de mayor desarrollo económico y comercial del país. En su territorio se encuentran múltiples edificios residenciales, oficinas corporativas, plazas comerciales, bancos y restaurantes. Además, es atravesado por importantes avenidas como la Abraham Lincoln, la Gustavo Mejía Ricart y la Lope de Vega.
Administrativamente, el Ensanche Piantini forma parte del Ayuntamiento del Distrito Nacional y cuenta con servicios urbanos integrados dentro del sistema de planificación del gobierno municipal. Su densidad poblacional ha experimentado un incremento en las últimas décadas, especialmente por la construcción vertical de torres residenciales y de uso mixto.

## Historia
El origen del Ensanche Piantini se remonta a la expansión urbana de Santo Domingo durante la segunda mitad del siglo XX. En ese periodo, el crecimiento de la ciudad hacia el norte y el oeste provocó la creación de nuevos sectores planificados, entre ellos Piantini. El nombre del sector proviene de la familia Piantini, de ascendencia italiana, que poseía terrenos en la zona durante el proceso de urbanización.
Durante las décadas de 1970 y 1980, el sector comenzó a desarrollarse con un enfoque predominantemente residencial. Las primeras viviendas construidas fueron casas unifamiliares de clase media y media alta. Con el paso del tiempo, la cercanía con importantes avenidas y centros comerciales contribuyó al aumento del valor inmobiliario y a la atracción de nuevas inversiones.
En los años 1990 y 2000, Piantini fue transformándose por el auge de la construcción de torres de apartamentos y edificios de oficinas. Esta etapa estuvo marcada por un cambio en el perfil arquitectónico del sector, sustituyéndose las casas por estructuras verticales, con una mezcla de uso residencial y comercial.
A partir de la década de 2010, el Ensanche Piantini consolidó su perfil como una de las zonas más dinámicas del Distrito Nacional en términos inmobiliarios y empresariales. Sin embargo, este desarrollo también ha generado desafíos urbanos relacionados con la movilidad, el acceso a espacios públicos y la regulación del uso del suelo.